# Gora Iskristaja
Gora Iskristaja är ett berg i Antarktis. Det ligger i Östantarktis. Australien gör anspråk på området. Toppen på Gora Iskristaja är 106 meter över havet.
Terrängen runt Gora Iskristaja är platt, och sluttar österut. Trakten är obefolkad. Det finns inga samhällen i närheten.